# درس

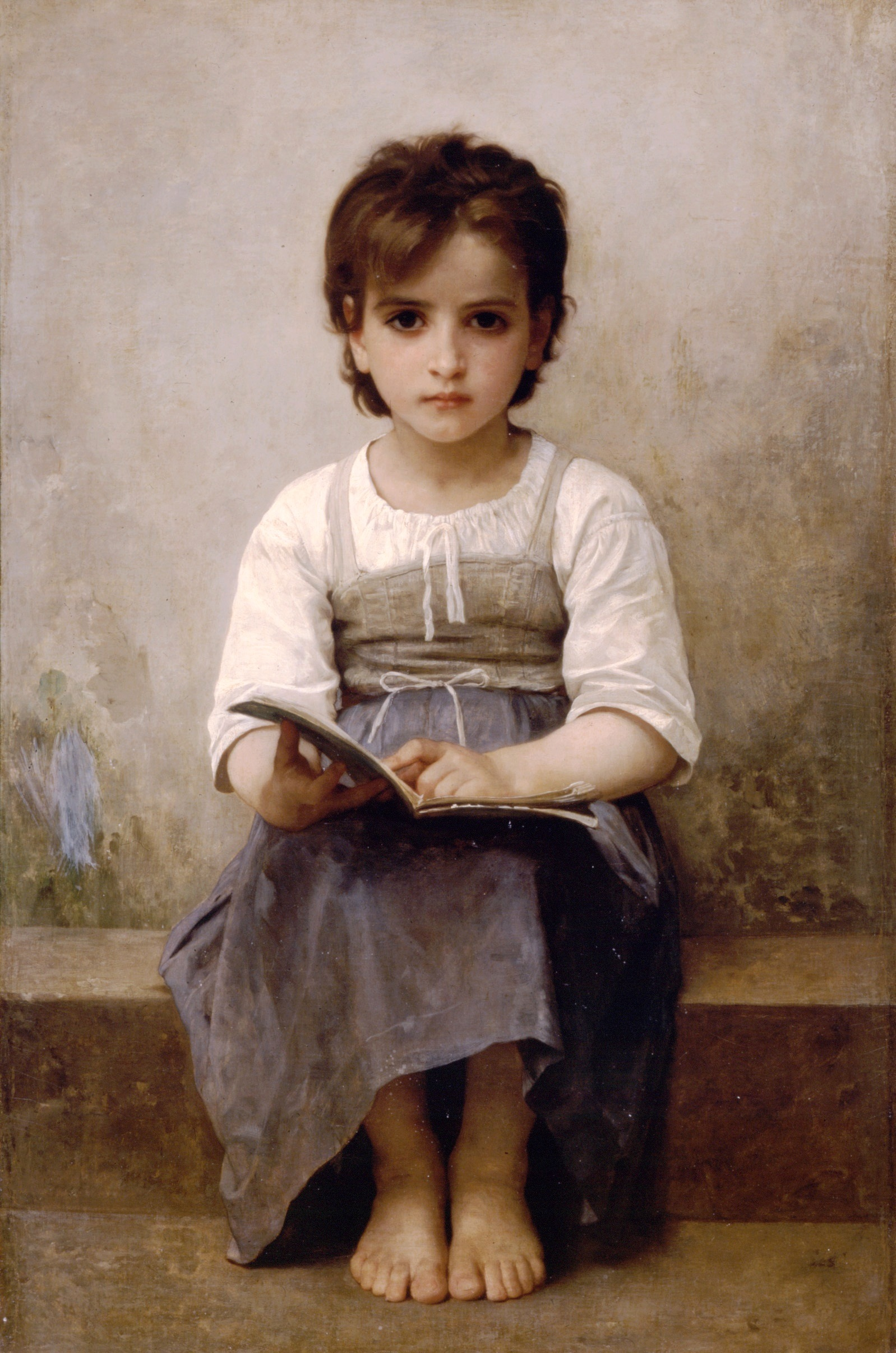
"الدرس الصعب" بواسطة ويليام أدولف بوغيرو (1884).

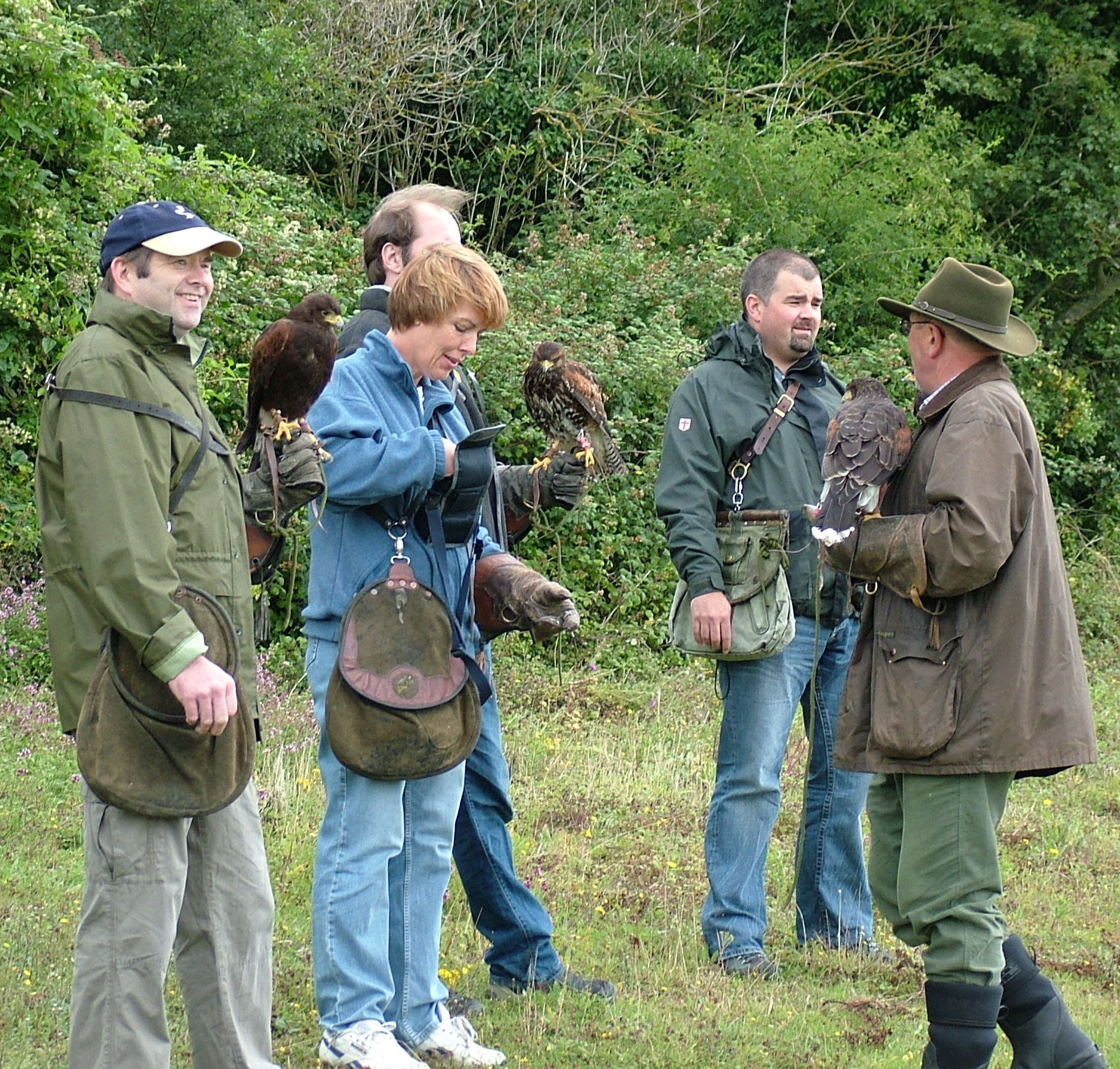
درس تربية الصقور

الدرس هو فترة منظمة من الوقت يقصد فيه حدوث التعلم. وهو يتضمن طالبا أو أكثر (أيضا التلاميذ أو المتعلمين في بعض الظروف) يتم تدريسه من قبل معلم أو مرشد. وقد يكون الدرس إما قسما واحدا من الكتب المدرسية (التي يمكن أن تشمل، بالإضافة إلى الصفحة المطبوعة، أيضا الوسائط المتعددة) أو، في أوقات أكثر تكرارا، فترة زمنية قصيرة يتم خلالها تعليم المتعلمين حول موضوع معين أو تعليمهم كيفية أداء مادة معينة أو نشاط. وعادة ما تدرس الدروس في الفصول الدراسية ولكن قد تحدث بدلا من ذلك في بيئة تعليمية محددة.
بمعنى أوسع، الدرس هو البصيرة المكتسبة من قبل المتعلم في موضوع غير مألوف سابقا. ويمكن أن يكون هذا الدرس إما مخططا أو عرضيا أو ممتعا أو مؤلما. العبارة العامية «تلقين شخص درسا»، تعني معاقبة شخص أو تعنيفه عن خطأ ارتكبه من أجل ضمان عدم ارتكابه نفس الخطأ مرة أخرى.
يمكن أيضا أن تكون الدروس مسلية. عندما يتم دمج مصطلح التعليم مع الترفيه، يتم صياغة مصطلح التعليم الترفيهي.

## أنواع الدرس
يعتمد الشكل والهيكل المحتمل للدرس على عوامل مثل الثقافة وأهداف التعلم وأسلوب المعلم الفردي. ولعل عرض الدرس الأكثر عالمية هو عندما يتحدث شخص واحد لشخص واحد أو أكثر في نفس الغرفة أو الفضاء. ويمكن استكمال ذلك بإيماءات وأدوات. قد يتراوح الدرس من محاضرة، إلى عرض توضيحي، إلى مناقشة أو مزيج من بعض طرق العرض الشائعة هذه.
قد تتضمن بعض الدروس عمل الطالب. من الناحية التقليدية قد يشمل هذا القراءة والكتابة أو خلق شيء، وربما عندما يكون المدرب غير موجود. يمكن للطالب العمل بشكل مستقل أو التعاون مع الآخرين.
التقنيات الحديثة قامت بتوسيع الطريقة التي يمكن بها تقديم الدرس. على سبيل المثال: شرائط الأفلام، أشرطة الصوت والفيديو المسجلة مسبقا، والبرامج التلفزيونية والمدونات الصوتية هي من ضمن الطرق لتقديم أو الإضافة إلى الدرس. وقد أتاحت تقنيات التعليم عن بعد مثل مؤتمرات الفيديو أو التعلم الإلكتروني في بيئة تعلم افتراضية تقديم دروس تفاعلية للطلاب الذين قد لا يكونون في نفس الموقع الفعلي. توفر هذه الأدوات طرقا متزامنة وغير متزامنة ومخلوطة جديدة لتقديم الدروس.

## خطة الدرس
المعلمون والمدربون عادة ما يقوموا بتكوين خطة الدرس التي تملي هيكل التدريس. قد يتم ربط مجموعة من الدروس معا في خطة وحدة أو مخطط أو عمل. قد تختلف تفاصيل الخطة مع بعض كونها قائمة بسيطة من ما سيتم تدريسه في درس مع ما سيقوم به الآخرين بما يتضمنه ذلك من المزيد من التفاصيل، مثل الخطة الزمنية وأهداف التعلم وأدواته. وعادة ما ينصح المعلمون والمرشدون بوضع قدر كبير من التفاصيل في الخطة المكتوبة. وهذا يضمن أن تكون الخطة متماسكة، وأن جميع مكونات الدرس الناجح يتم العناية بها، وأن لدى المرء قائمة مرجعية لضمان مراعاة الجوانب العملية (مثل الموارد والجدولة واعتبارات إدارة الصف). وعلاوة على ذلك، غالبا ما ينصح المعلمون البدء في كتابة بعض المقاطع لأنفسهم، مثل الأسئلة التي قد يسألها الطلاب من أجل الحصول على مناقشة تؤدي لبداية الدرس. والتوقع هو أنه يمكن للمعلمين بل ينبغي لهم أن يخرجوا عن النص عند الاقتضاء؛ ومن المؤكد أن الارتجال يشجع على حقيقة أن كتابته في وقت مبكر يضمن أن قدرا كافيا من التفكير قد وضعت فيه في وقت مبكر. سبب آخر لإدراج قدر كبير من التفصيل هو أن معلمي الطلاب غالبا ما تكون هناك حاجة لتقديم خطط الدروس مقدما لمعلميهم المشرفين أو الأساتذة من أجل الحصول على ردود الفعل على أفكارهم. عند إنشاء خطة الدرس فمن المعتاد أن ننظر إلى ما يلي:
- الأهداف (الأهداف الأوسع للدرس، ما الذي يصل إليه)
- الأدوات (النتائج المحددة القابلة لقياس للدرس - المهارات أو المعارف المعينة التي كان ينبغي أن يكتسبها الطلاب باستنتاجها)
- عدد الحضور ونسبة الطلاب والمعلمين
- المعرفة السابقة للمتعلمين (والتي قد تكون أو لا تكون هي نفسها للجميع) وكيف سيتم تفعيل ذلك في بداية الدرس
- الدافع من المتعلمين (طلاب المدارس، على سبيل المثال، ليس لديهم خيار سوى الحضور لذلك المعلم يجب عليه بناء نوع من الدافع لتعلم الدرس)
- الوقت اللازم لكل قسم من أقسام التعليم والتعلم
- الموارد المطلوبة والمتاحة
- إشباع الاحتياجات المختلفة (الاختلافات الثقافية، وأساليب التعلم، والاحتياجات الخاصة) من الأفراد
- كيفية تقييم الدرس

## إتيمولوجيا
كلمة الدرس (بالإنجليزية: lesson) تأتي من اللاتينية (lectio) «فعل القراءة (جهراً)». من هناك، كانت الكلمة تستخدم أيضا للنص نفسه، في كثير من الأحيان تقرأ العبارة من الكتاب المقدس خلال خدمة دينية («الدرس الأول»، «الدرس الثاني»). وأخيرا، يشار إلى أي جزء من الكتاب الذي يتعين دراسته على أنه درس.